# 中国科学技術大学
中国科学技術大学（英語: University of Science and Technology of China）は、安徽省合肥市に本部を置く中華人民共和国の国立大学。1958年創立、1958年大学設置。大学の略称は中国科大。
中国大陸の副部級大学の一つであり、国家重点実験室を所有している。九校連盟、985工程、211工程、双一流の成員校にして、創立のはじめより国家重点大学として分類されてきた。

## 大学全体
中国大陸の大学としては国際的に比較的によく知られている。卒業生が海外留学する比率は中国大陸の大学の中で近く上位の座を保持してきた。
また歴史的影響と資金的な制約から、大学側はアメリカのカリフォルニア工科大学をモデルに、自然科学研究に焦点を置いた「小粒でもキラリと光る」研究型大学を目指していると公言してきた。

## 沿革
北京時代
銭学森・華羅庚ら諸々の科学者の提言により、1958年に北京市内に開設された。設立のきっかけとなった当時の主導部の目論見は中国共産党の推進する原子爆弾・水素爆弾・人工衛星（「両弾一星」）の開発事業を遂行するための人材を育成することにあった。創立当時のキャンパスは北京市玉泉路の中国共産党中央党校内に存在した。初代学長は当時中国科学院院長の任にあった郭沫若が兼ね、趙忠尭・銭学森・華羅庚・郭永懐らがそれぞれ近代物理系・近代力学系・数学系・化学物理系などの主任を担当し、また自ら講義を行った。
合肥への移転
1949年以降絶え間ない中国共産党主導による一連の政治運動の最高潮として、とうとう始動した文化大革命は、公式には1966年に勃発したとされている。文革が来した混乱のさなかで多大な被害を蒙った中国科学技術大学は1970年には北京を追われることとなった。河南省南陽市で省幹部に食糧の確保を理由に強く反対されて事実上追い出され、それに対し隣の安徽省には比較的に順調に受け入れられ安徽省安慶市を転々としたのち、最終的に安徽省の省都である合肥市に落ち着いた。この移転の過程で図書・器材・教員の大半が失われる羽目になったという。
文革以降
文化大革命終了後の1978年に厳済慈が学長に就任し、「世界の学府を創り、天下の英才を育てる（創寰宇学府，育天下英才）」という建学の理念、そして教育の目標を掲げた。これにより大学は常軌を離れた過去12年に別れを告げた。
鄧小平の支持のもと、大学は1978年に「少年班」なる特別クラスを設置した（当世一流と自他共に認めるところの、数々の数理科学者たちが設置に関わったとされる「少年班」。そもそもの初心は、人並み優れた資質を幸いながら生まれつき持ち得たと思われ、その確固たる証として、学齢よりも一層前の幼い頃から、連続して超越した才知を公に知らしめた若き少年。その非常にまれにしか確認されないはずの特定グループに限って、天才を掘り出さねば世間に埋もれるやもしれないことを惜しんだ立身の道をつくることに、次第に失われていく恐れを当初から抱えた教育思想の原点があった）。
1983年、中国大陸で初めて18人に博士の学位が授与されたとき、うち6人は中国科学技術大学出身の大学院生であった。また自然科学分野のみならず、1980年代には社会科学方面における言論でたびたび知名度を上げた。
- 1958年 中国科学技術大学が設立。
- 1982年 計算机科学与技術学院を設置。
- 1995年6月 管理学院を設置。
- 1996年 信息科学技術学院を設置。
- 1998年 工程科学学院、生命科学学院を設置。
- 2000年11月 人文与社会科学学院を設置。
- 2001年12月 1978年発足した組織を改組し、地球和空間科学学院を設置。
- 2003年9月 蘇州研究院を設置。
- 2004年7月 上海研究院を設置。
- 2007年10月 軟件学院を設置。
- 2008年12月 核科学技術学院を設置。
- 2010年 公共事務学院を設置。
- 2015年12月 微電子学院を設置。
- 2017年8月 網絡空間安全学院を設置。
- 2017年 北京研究院を設置。
- 2018年3月 大数拠学院を設置。
- 2019年9月 国際金融研究院を設置。
- 2019年 環境科学与工程系を設置。

## 組織
- 中国科学技術大学附属第一医院（安徽省立病院）

## 歴代学長
- 郭沫若 (1958.9—1978.6)
- 厳済慈 (1980.2—1984.9)
- 管惟炎 (1985.4—1987.1)
- 滕藤 (1987.1—1988.2)
- 谷超豪 (1988.2—1993.7)
- 湯洪高 (1993.7—1998.6)
- 朱清時 (1998.6—2008.9)
- 侯建国 (2008.9—2015.1)
- 万立駿 (2015.3—2017.6)
- 包信和 (2017.6—)

## 大学関係者
- 郭沫若、中国の近代文学・歴史学の開拓者の一人。
- 華羅庚、数学者。
- 竺可楨、気象学者、地質学者、教育者。
- 趙忠堯、物理学者。
- 劉達、教育者。
- 呉文俊、数学者。
- 谷超豪、数学者。
- 楊培東、無機ナノ材料科学の世界的権威。
- 荘小威、生物物理学者。
- 潘建偉、量子物理学者、中国科大副校长。

## 日本における協定校
- 東北大学
- 筑波大学
- 九州大学

部局間学術交流協定
- 理学部と信州大学 理学部